# Kvarnträsket (Råneå socken, Norrbotten, 734263-176655)
Kvarnträsket är en sjö i Bodens kommun i Norrbotten och ingår i Råneälvens huvudavrinningsområde. Kvarnträsket ligger i Råneälven Natura 2000-område.